# ボロジノの戦い

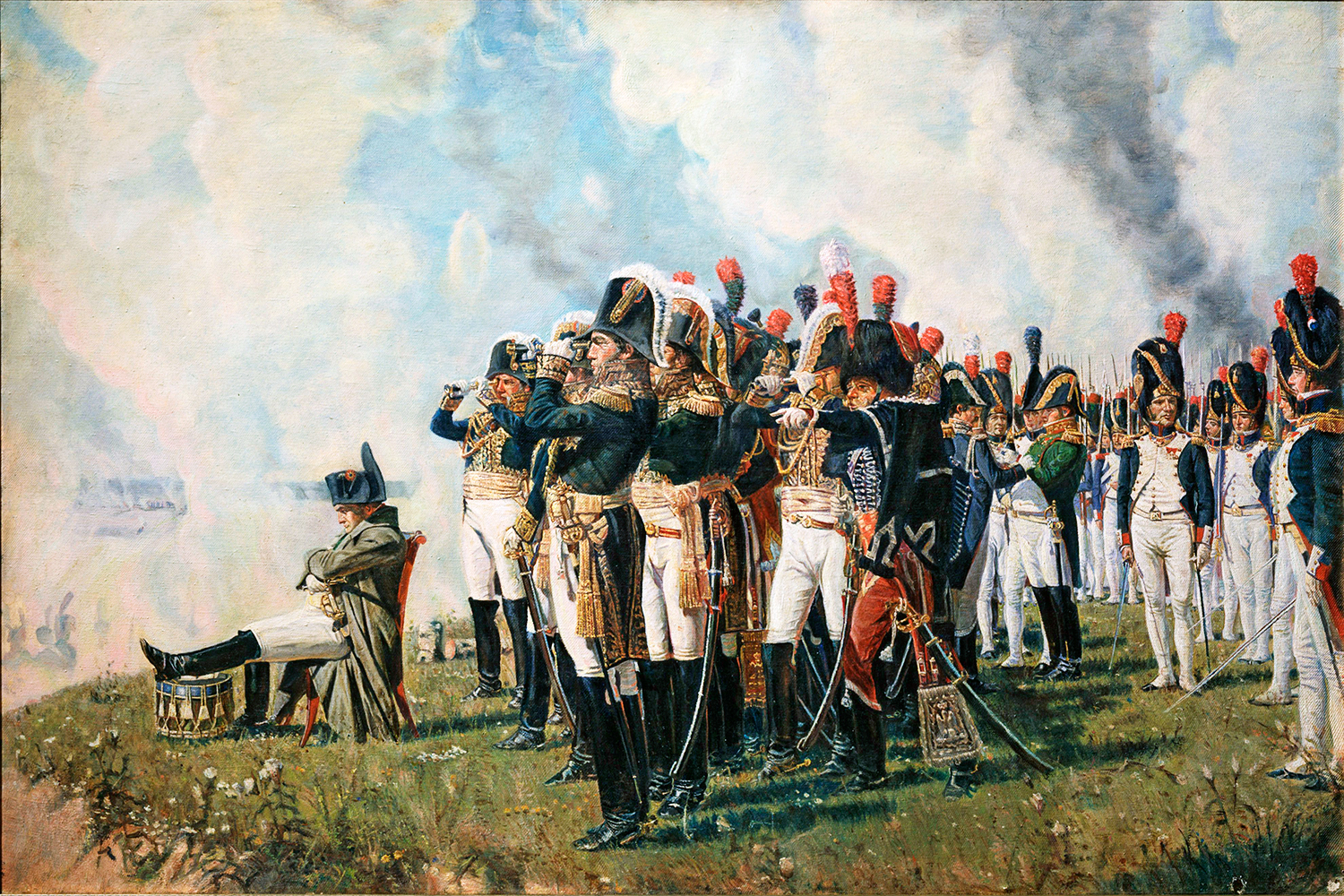
ボロジノのナポレオン

ボロジノの戦い（ボロジノのたたかい、ロシア語: Бородинское сражение, 1812年9月7日（ユリウス暦8月26日））は、1812年ロシア戦役（ナポレオン戦争）における戦闘の1つである。フランスではモスクワ川の戦い（モスクワがわのたたかい、Bataille de la Moskova）とも呼ばれる。
モスクワ西方のボロジノ近郊で、フランス皇帝ナポレオン1世率いる大陸軍（フランス軍を中核とするヨーロッパ諸国連合軍）と、クトゥーゾフ率いるロシア帝国陸軍との間で戦いが行われた。両軍ともに甚大な損害を出したものの決定的な勝利は得られず、ロシア軍の戦略的撤退によって戦いは終息した。

## 背景
1812年6月23日、ナポレオンのロシア遠征が始まった。ロシア軍総司令官バルクライは、焦土戦術を実行しつつ、数回にわたって防衛陣地の構築を試みたが、大陸軍の侵攻速度が余りにも早く、退却を余儀なくされた。バルクライは戦うべきだとする政治的圧力に押されて総司令官職を解任され、後任にクトゥーゾフが就任した。
だがクトゥーゾフも、大陸軍との早急な決戦で無益な犠牲を蒙ることの愚かさを理解していた。そこで、クトゥーゾフは大陸軍をモスクワ西方100kmまでひきつけ、スモレンスクからモスクワに至る街道上の町ボロジノで迎え撃つこととした。ロシア軍は9月3日から陣地構築を開始し、「ラエフスキー角面堡」と「バグラチオン突角堡」を構築して大陸軍を待ち構えた。

### シェヴァルジノ角面堡の戦闘
ナポレオン軍の予定進路（現在のスモレンスク幹線道路A100号線に相当）の南側に拡がったロシア軍の初期位置は、その左翼をシェヴァルジノ角面堡（シェヴァルジノ村付近で五角形に土を盛り上げた角面堡）で固定されていた。ロシアの将軍たちは、左翼が敵に露出し過ぎて脆弱であることをすぐに認識した。そこでロシア軍は前線を後退したが角面堡に守備兵を残した。これはクトゥーゾフが大陸軍の進軍を単に遅らせるために角面堡を守備すべきと主張したのである。
歴史家のドゥミトリー・ブトゥルリンは、角面堡は大陸軍の進路を決定するための観測点として利用されたとしている。多数の歴史家によれば当時の火砲の有効射程外であったにもかかわらず、角面堡は大陸軍右側面の脅威に備えるためであったとされる。  
ロシア第1軍の参謀長アレクセイ・エルモロフは回想録の中で、ロシア軍左翼は大陸軍が想定より早く到着した時点で、転進中であったと語っていた。このようにシェヴァルジノの戦いはロシア軍左翼の配置転換を安全に行なうための時間稼ぎになった。角面堡の構築とその目的に関しては今日に至るまで歴史家の間で論争が続いている。
戦闘は9月5日、ジョアシャン・ミュラ王の大陸軍と、ピョートル・コノヴニツィン指揮下のロシア軍との大規模な騎兵戦で衝突して始まった。ロシア軍は側面を脅かされて、結局コロツキー修道院の線まで撤退した。戦闘は翌9月6日に再開したがコノヴニツィンは総督ウジェーヌ・ド・ボアルネの第4軍団が到着すると、側面を脅かされたので再び撤退した。ロシア軍はシェヴァルジノ角面堡に後退し、そこで激しい白兵戦が演じられた。ミュラ王はナンスティの第1騎兵軍団とモンブリュンの第2騎兵軍団を率いていた。それらの騎兵軍団は角面堡に対面していたダヴ―の第1歩兵軍団の内コンパンの師団によって支援されていた。同時にポニャトフスキの歩兵部隊が南方からその陣地を攻撃した。ロシア軍はクトゥーゾフが個人的に命じるまで撤退を拒否したので戦闘は激しく、極めて猛烈になった。死傷、大陸軍4,000～5,000人、ロシア軍6,000人の犠牲の上に大陸軍がシェヴァルジノ角面堡を占領した。。小さな角面堡は破壊され、両軍の死傷者で覆い尽くされた。
西方からの予期せざる大陸軍の進軍とシェヴァルジノ角面堡の陥落によってロシア軍の陣形は壊乱した。防御陣地の左側面が崩壊したことによって、Utitsa村（現在のru:Утицы）を中心とする新陣地を築きつつ、ロシア軍は東へ退却した。このようにロシア陣地の左側面は側面攻撃の格好の餌食となった。

## 経過
ロシア軍はボロジノに陸軍部隊120,000と野砲640門を集結させた。他に予備兵力として民兵（Ополчение）が後方にあったが、戦闘には参加しなかった。ロシア軍はバルクライの指揮する右翼をカラチャ川沿いに配置し、中央部をラエフスキー（ロシア語版、英語版）が守る角面堡、左翼をバグラチオンが守る突角堡、その外側を森林で防御する態勢であった。
大陸軍は兵力133,000、野砲587門を集結させ、北からウジェーヌの第4軍団、ネイの第3軍団、ジュノーの第8軍団、ダヴーの第1軍団、ポニャトフスキの第5軍団を配置した。戦闘開始前、ダヴーはロシア軍の左翼を南から迂回する作戦案を提言したが、ナポレオンはロシア軍左翼への正面攻撃を命じた。これはナポレオンらしからぬ単純過ぎる作戦計画であるとも言われるが、ロシア軍を1日で撃滅する決定的勝利を企図したものとも言われる。なお、この日のナポレオンは高熱に冒されており、このことがナポレオンの指揮の不徹底さや作戦計画の単調さの理由であるとも言われる。
9月7日午前6時、大陸軍はロシア軍左翼へ向けて前進を開始した。ラエフスキー角面堡へのウジェーヌ軍団の攻撃は大きな損害を出して失敗し、その他の軍団の前進も停滞させられた。午前10時までに戦闘は甚大な犠牲を伴う消耗戦の様相を呈していた。大陸軍ではネイが負傷し、ロシア軍ではバグラチオンが瀕死の重傷を負った。
正午過ぎ、バグラチオン突角堡に対してミュラが歩兵と騎兵の合同による突撃を仕掛け、これを奪取した。しかしロシア軍も隣接する高地から猛烈な砲撃を浴びせた。ミュラはナポレオンに対して近衛軍団を増援に投入するよう要請したが、この日決断力を欠いていたナポレオンは要請を拒否した。午後3時、ラエフスキー角面堡への大陸軍の攻撃もようやく実を結び、コランクールの騎兵連隊が突入に成功した。コランクールは戦死したが、ラエフスキー角面堡は占領された。
こうしてロシア軍の第一線陣地は攻略されたが、その背後にはバルクライの右翼部隊が戦線を構築し、それ以上の前進を阻んだ。ロシア軍の体勢は全く崩れていなかった。午後5時までに両軍とも弾薬を消耗し尽くし、戦いは終息した。戦死傷者は大陸軍33,000名、ロシア軍44,000名に及んだ。両軍ともに決定的な勝利を得られないまま、クトゥーゾフはロシア軍に撤退を命じた。

## 影響
ロシア軍の撤退によって道は開かれ、大陸軍は9月14日にモスクワに入城した。しかしナポレオンは会戦における決定的勝利をついに得られないままであった。陸軍部隊が健在のロシア皇帝アレクサンドル1世は和平交渉を拒否し、10月19日、ナポレオンはモスクワからの撤退を余儀なくされた。その帰途、大陸軍は冬のロシアで壊滅する。
ボロジノの戦いはトルストイの『戦争と平和』でもクライマックスの一つとして描写されている。
ロシア帝国とその継承国であるソビエト連邦、ロシア連邦では愛国心を鼓舞する象徴として扱われている。1839年には皇帝ニコライ1世が親臨して記念碑の完成式典が開かれ、1912年には博物館が設けられ（現在のボロジノ国立軍事歴史博物館）、200周年の2012年秋には記念行事が実施され、2022年5月19日にも再現イベントが催された。